# George Fairbairn
George Eric Fairbairn (18 de agosto de 1888-20 de junio de 1915) fue un deportista británico que compitió en remo y que murió en combate durante la Primera Guerra Mundial.
Participó en los Juegos Olímpicos de Londres 1908, obteniendo una medalla de plata en la prueba de dos sin timonel.

## Biografía
Nació en Melbourne, fue hijo de Thomas Fairbairn un teólogo y de su mujer Lena Carmyle. También era el sobrino del remero Steve Fairbairn.
Estudió en Eaton y en el Jesus College de Cambridge y remó para Cambridge en la Regata Oxford-Cambridge de 1908, en el mismo año participó en la prueba de dos sin timonel de los Juegos Olímpicos de 1908 junto con Philip Verdon donde obtuvo la medalla de plata. En el 1909 no pudo competir en la Regata de nuevo debido a una enfermedad.
También fue parte del equipo de rugby de Rosslyn Park F.C.

## Palmarés internacional
| Juegos Olímpicos | Juegos Olímpicos      | Juegos Olímpicos | Juegos Olímpicos |
| Año              | Lugar                 | Medalla          | Prueba           |
| ---------------- | --------------------- | ---------------- | ---------------- |
| 1908             | Londres (Reino Unido) | Medalla de plata | Dos sin timonel  |

## Primera Guerra Mundial
Durante la contienda sirvió como subteniente en el regimiento de infantería ligera de Durham y falleció por las heridas contraídas por una granada, en la Batalla del Somme con 26 años en la localidad de Bailleul. Fue enterrado en el cementerio comunal de Bailleul.